# مانويل هيدلا
مانويل هيدلا لاري (18 يوليو 1902 - 4 فبراير 1970) كان شخصية سياسية إسبانية وكان عضوًا بارزًا في الفلانخي ومنافسًا مبكرًا على السلطة أمام فرانسيسكو فرانكو. كان ميكانيكيًا من حيث المهنة.